# Dangerous Ground (mer de Chine méridionale)

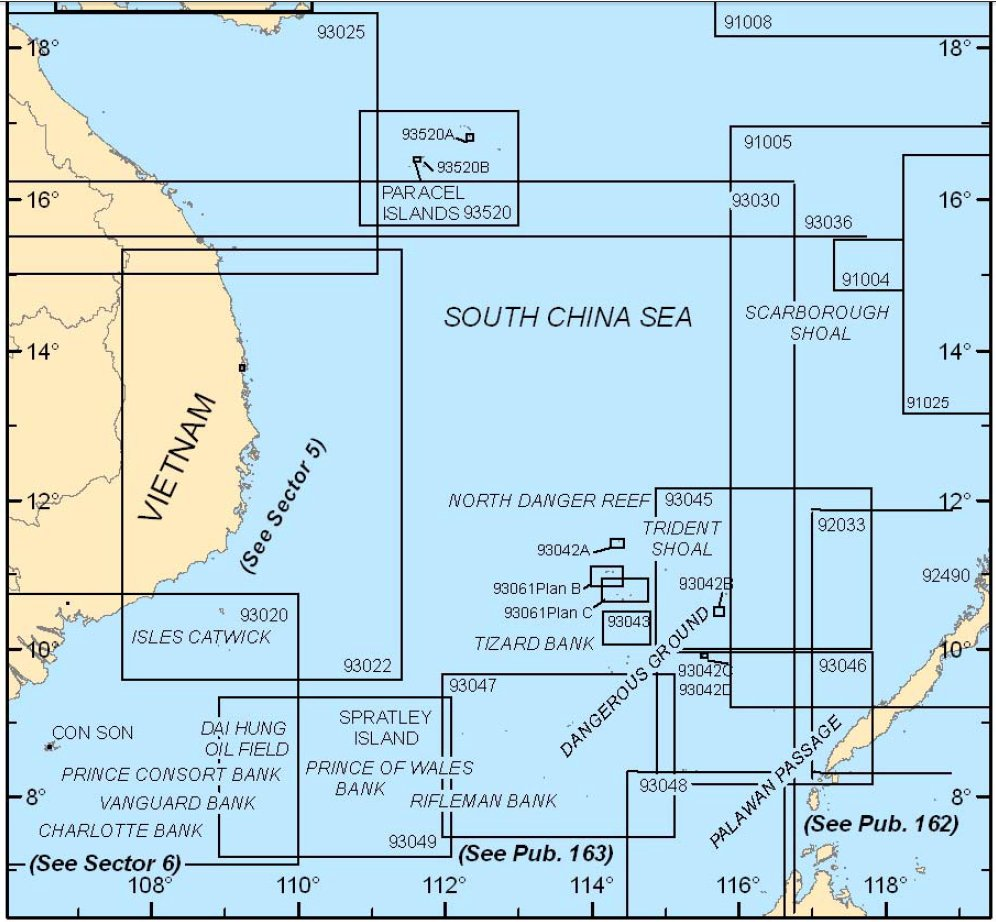
Carte montrant les zones couvertes par les cartes de la NGA.

Dangerous Ground (littéralement « Terrain dangereux ») est une vaste zone dans la partie sud-est de la mer de Chine méridionale caractérisée par de nombreuses îles basses et cayes, des récifs engloutis et des atolls inondés, avec des récifs s'élevant souvent brusquement à partir de profondeurs océaniques supérieures à 1 000 mètres.
Il existe peu de définitions précises, mais Dangerous Ground correspond à peu près aux mers entourant la moitié orientale des îles Spratleys. Il s'agit d'une zone oblongue s'étendant du sud-ouest au nord-est sur environ 340 milles marins (630 km), 175 milles marins (324 km) au maximum, avec une superficie d'environ 52 000 nm2 (178 000 km2). C'est à l'ouest de l'île de Palawan et au nord-ouest du passage de Palawan (en). Il se situe approximativement entre 7,5 et 12°N, 113-117°E. La littérature américaine de la NGA semble considérer son centre comme étant 10° N, 115° E.
La zone est mal cartographiée, ce qui rend la navigation extrêmement dangereuse : les principales routes reliant Singapour à Hong Kong vont bien à l'ouest et à l'est de la zone. Les instructions nautiques de l'Amirauté donnent l'avertissement suivant concernant la navigation dans cette zone :

« En raison des dates contradictoires et de la précision des différents relevés partiels de Dangerous Ground, certains hauts-fonds et récifs peuvent apparaître sur une carte, mais pas sur une autre, quelle que soit les échelles concernées.
Les profondeurs cartographiées et leurs emplacements peuvent présenter des erreurs considérables dans les régions les moins connues de cette zone. Éviter Dangerous Ground est la seule garantie de sécurité du navigateur. »

L'eau est généralement bleu verdâtre et est transparente jusqu'à des profondeurs de 24 à 42 mètres par temps clair.

## Limites
La limite de Dangerous Ground est indiquée sur les cartes de la NGA 93044 (nord-ouest), 93045 (nord-est), 93046 (la majeure partie du sud-est), et 93047 (sud-ouest). La partie manquante du sud-est est couverte par la carte 93048 et le coin supérieur par la carte 92006.
La zone est décrite dans la Pub. 161 de la NGA, Sailing Directions (Enroute) South China Sea and the Gulf of Thailand. Les cartes de navigation et les instructions nautiques ne concordent pas entièrement quant à la limite. Par exemple, les instructions nautiques incluent la majeure partie de la zone nord-ouest indiquée sur la carte 93044 comme étant à l'extérieur de Dangerous Ground, mais excluent le guyot Reed, qui est indiqué sur la carte 93045 comme étant à l'intérieur de Dangerous Ground.
Les deux publications divisent la zone en quatre quadrants : nord-ouest, nord-est, sud-est et sud-ouest :

### Nord-ouest
Carte 93044 – env. 10-12°N, 113-115°E ; Sailing Directions pages 8-10.
- 1.21 Récif North Danger – sections nord et ouest
  - Récif North, passe North, île Parola, îlot Shira, passe Middle, caye Southwest, passe West (N), Jenkins Patches, passe West (S)
- 1.22 Récif North Danger – sections sud et est ; hauts-fonds Trident et Lys
  - Récif South, passe South, plaques Sabine, plaques Farquharson, passe East, banc Day, crête Iroquois, banc Trident, banc Lys
- 1.23 Récifs Thitu et environs
  - Île Thitu, récif de Subi
- 1.24 Banc Loaita
  - Île Loaita, caye Loaita, Loaita Nan, caye Lankiam
- 1.25 et 1.26 Banc Tizard
  - Île Namyit, récifs de Gaven, caye Sand, île de Itu Aba, récif Petley, récif Eldad
- 1.26 Ouest du banc Tizard
  - Récif occidental, Grand récif Discovery, Petit récif Discovery

### Nord-est
Carte 93045 – env. 10-12°N, 115-117°E ; Sailing Directions pages 10-11.
- 1.27 Est du banc Loaita
  - Récif Menzies, récif Irving, île West York
- 1.27 Récifs Southampton (à l'est du banc Tizard)
  - Récif Livock, récif Hopps
- Nord-est nord – Guyot Reed
  - Récif Iroquois, banc Nares, banc Marie Louise
- 1.27 et 1.28 Nord-est centre
  - Atoll Jackson, île Nanshan, île Plane, banc Troisième Thomas, récif Hopkins, Amy Douglas, banc Hirane, récif Hardy
- 1.29 Nord-est est
  - Banc Sandy, banc Seahorse, banc Lord Auckland, banc Carnatic

### Sud-est
Carte 93046 – env. 8-10°N, 115-117°E ; Sailing Directions pages 11-12.
- 1.30 et 1.31 Sud-est est
  - Banc Half Moon, banc Bombay, banc Royal Captain, banc Northeast Investigator
- 1.32 Sud-est centre
  - Banc Sabina, récif Boxall, banc Second Thomas
- 1.33 et 1.34 Sud-est ouest
  - Récif Mischief, banc Premier Thomas, récif Alicia Annie

### Sud-ouest
Carte 93047 – env. 8-10°N, 113-115°E ; Sailing Directions pages 12-13.
- 1.34 et 1.35 Banc de l'Union
  - Récif de Johnson du Sud, récif Collins, île Sin Cowe, récif Whitsun, récif Grierson, récif Lansdowne
- 1.36 Sud-ouest centre
  - Récif Bittern, récif Alison, récif Cornwallis du Sud
- 1.37
  - Récif Pearson, récif Tennent (Pigeon), récif Commodore
- 1.38
  - Banc Investigator, récif Ardasier, banc Ardasier
- 1.39
  - Récif Erica, récif Mariveles, récif Dallas, récif Barque Canada.

## En dehors de Dangerous Ground
Sailing Directions pages 13-15. Les autres parties des îles Spratleys qui ne se trouvent pas à l'intérieur de Dangerous Ground comprennent :
- 1.41 – 1.43 Ouest de Dangerous Ground
  - Récif de Fiery Cross, récifs London, île Spratley, récif Ladd
- 1.44 – 1.48 Sud-Ouest et sud de Dangerous Ground
  - Caye Amboyna, banc Southwest, banc Rifleman, récif Swallow

## Conflits territoriaux
La souveraineté de nombreuses îles est contestée, tout comme les revendications économiques.